# Rengle d'habitatges d'en Pere Turull
El Rengle d'habitatges d'en Pere Turull és una obra de Sabadell (Vallès Occidental) inclosa a l'Inventari del Patrimoni Arquitectònic de Catalunya.

## Descripció
Promoció d'habitatges situats a l'eixampla de la Rambla de Sabadell. Aquesta promoció d'habitatges modesta ocupa dos fronts d'una mateixa illa de cases, situades als carrers de Sant Oleguer i Fèlix Amat.
Els habitatges es componen de planta baixa i pis, essent d'un únic cos. La seva estructura recorda als tipus emprats pels mestres d'obres. La decoració de la façana és austera, on es destaca els emmarcaments de les obertures amb una senzilla motllura. El treball del ferro forjat és senzill, sobretot pel que fa a les finestres de la planta, essent més elaborat a la zona dels balcons on presenten una decoració de tipus geomètric.